# Russia (Schiff)
Die Russia war ein 1867 in Dienst gestelltes Passagierschiff der britischen Reederei Cunard Line, das im Liniendienst auf dem Nordatlantik von Liverpool über Queenstown nach New York eingesetzt wurde. Sie war der dritte Dampfer von Cunard mit Segeln und Dampfmaschinen, der über eine Schiffsschraube angetrieben wurde und galt zudem als einer der schnellsten und elegantesten Passagierdampfer seiner Zeit. 1880 wurde die Russia an die Red Star Line verkauft und in Waesland umbenannt. Sie sank am 5. März 1902 nach einer Schiffskollision vor der Insel Anglesey.

## Geschichte
Das 2.960 BRT große Dampfschiff Russia wurde in Clydebank (Schottland) auf der Werft von J. & G. Thomson, dem Vorgänger von John Brown & Company, gebaut und lief am 20. März 1867 vom Stapel. Das 109,11 Meter lange und 12,77 Meter breite, aus Eisen gebaute Schiff hatte das damals für Cunard obligatorische Klipperheck, einen Schornstein, drei Masten und einen Einzelpropeller. Die Russia war Cunards dritter Schraubendampfer (zuvor wurden die Schiffe noch mit Schaufelrädern angetrieben). Sie war mit Verbunddampfmaschinen der Bauwerft ausgestattet, die 3100 PSi leisteten, eine Geschwindigkeit von 14 Knoten (25,9 km/h) ermöglichten und täglich 90 Tonnen Kohle verbrauchten.
Am 15. Juni 1867 legte die Russia in Liverpool, wo sie auch registriert war, unter dem Kommando von Kapitän Theodore Cook, dem Kommodore der Cunard-Flotte, zu ihrer Jungfernfahrt über Queenstown nach New York ab. Sie etablierte sich als schnelles und komfortables Schiff, dessen äußere elegante Linien und die komfortable Innenausstattung beim Publikum viel Anklang fanden. Das Schiff wurde für wohlhabende Reisende gebaut und konnte 235 Passagiere der Ersten Klasse an Bord nehmen, obwohl noch Platz für wesentlich mehr Fahrgäste gewesen wäre. Später wurden die Passagierunterkünfte dann erweitert, um insgesamt 430 Passagiere aufzunehmen.
Während der gesamten Dienstzeit bei Cunard kam es nie zu einem Unfall. In diesen Jahren waren viele prominente Personen als Passagiere an Bord, darunter Kaiser Peter II. und Kaiserin Teresa von Brasilien, Alfred Herzog von Sachsen-Coburg und Gotha, der US-Unternehmer George Peabody sowie Hugh Childers, 1868 bis 1871 Erster Lord der Admiralität.
Im Jahr 1880 wurde die Russia an die belgisch-amerikanische Reederei Red Star Line mit Sitz in Antwerpen verkauft und in Waesland umbenannt. Der Schiffsrumpf wurde von 109,11 Meter auf 132,6 Meter verlängert, sodass sich die Schiffsvermessung von 2960 BRT auf 4752 BRT erhöhte. Zudem wurde noch ein vierter Mast hinzugefügt und die alten Dampfmaschinen wurden durch neue ersetzt.
Das Schiff lief am 6. Dezember 1880 zur ersten Fahrt für die neuen Eigner auf der für Red Star üblichen Route Antwerpen–New York aus. 1889 wurde die Waesland bei J. & G. Thomson mit neuen Dreifachexpansionsdampfmaschinen ausgerüstet. Am 17. August 1895 lief sie letztmals von Antwerpen nach New York aus. Ab dem 11. September 1895 wurde sie dann von der American Line mit Sitz in Philadelphia gechartert und für den Linienverkehr von Philadelphia nach Liverpool genutzt. Die Passagierunterkünfte wurden für 120 Passagiere der Zweiten und 1500 der Dritten Klasse umkonzipiert. Am 5. März 1902 sank die Waesland vor Anglesey an der Nordküste von Wales, nachdem sie im Nebel mit dem britischen Dampfschiff Harmonides kollidiert war. Zwei Menschen kamen dabei ums Leben.